# Ivar Kreuger
Ivar Kreuger (uttalas [kry:ger]), född 2 mars 1880 i Kalmar stadsförsamling, död 12 mars 1932 i Paris, var en svensk ingenjör, företagsledare och finansman, känd som grundare av Kreugerkoncernen. Han tillhörde den borgerliga släkten Kreuger.
Från att ursprungligen under tidigt 1900-tal ha grundat och utvecklat byggföretaget Kreuger & Toll Byggnads AB, med armerad betong som specialitet, skapade Kreuger genom AB Förenade Svenska Tändsticksfabrikerna med expansiva investeringar och innovativa finansinstrument ett omfattande tändsticks- och finansimperium som i slutet av 1920-talet kontrollerade merparten av världens hela tändsticksproduktion och en rad stora svenska industrikoncerner. Koncernens omfattande utlåning till stater under 1920-talet bidrog starkt till att kapital från främst USA finansierade en stor del av uppbyggnaden av Europa efter första världskriget.
Mellan 1926 och 1928 lät han uppföra Tändstickspalatset i Stockholm efter ritningar av Ivar Tengbom. Huset blev platsen för koncernens huvudkontor och ett påkostat byggnadsverk i svensk tjugotalsklassicism, skapat av en lång rad av Sveriges främsta formgivare, konstnärer och hantverkare.
Efter börskraschen i New York 1929 började koncernen få problem. Kreugers död i Paris den 12 mars 1932 utlöste den så kallade Kreugerkraschen, som ledde till att holdingbolaget Kreuger & Toll AB och dotterbolaget International Match Corporation i USA försattes i konkurs. Sammanbrottet är en av historiens mest omfattande konkurser och fick långtgående politiska, personliga och ekonomiska konsekvenser i Sverige, USA och många andra länder runt om i världen.
Kreuger har kallats "fursten i den första globala finansstaten" och var redan under sin levnad känd som "tändstickskungen".

## Biografi

### Familj
Ivar Kreuger tillhörde den borgerliga släkten Kreuger, han var son till Ernst Kreuger (född 1852 i Kalmar, död 1946 i Stockholm) och Jenny Emelie Kreuger (född Forssman 1856 i Kalmar, död 1949), dotter till Alarik Forssman. Han hade fem syskon, bland dem Torsten (1884-1973). Han var kusin till Henrik Kreüger. Ivar Kreuger bildade aldrig någon egen familj men levde under många år tillsammans med Ingeborg Eberth (född Hässler 1889, död 1977).

### De tidiga åren

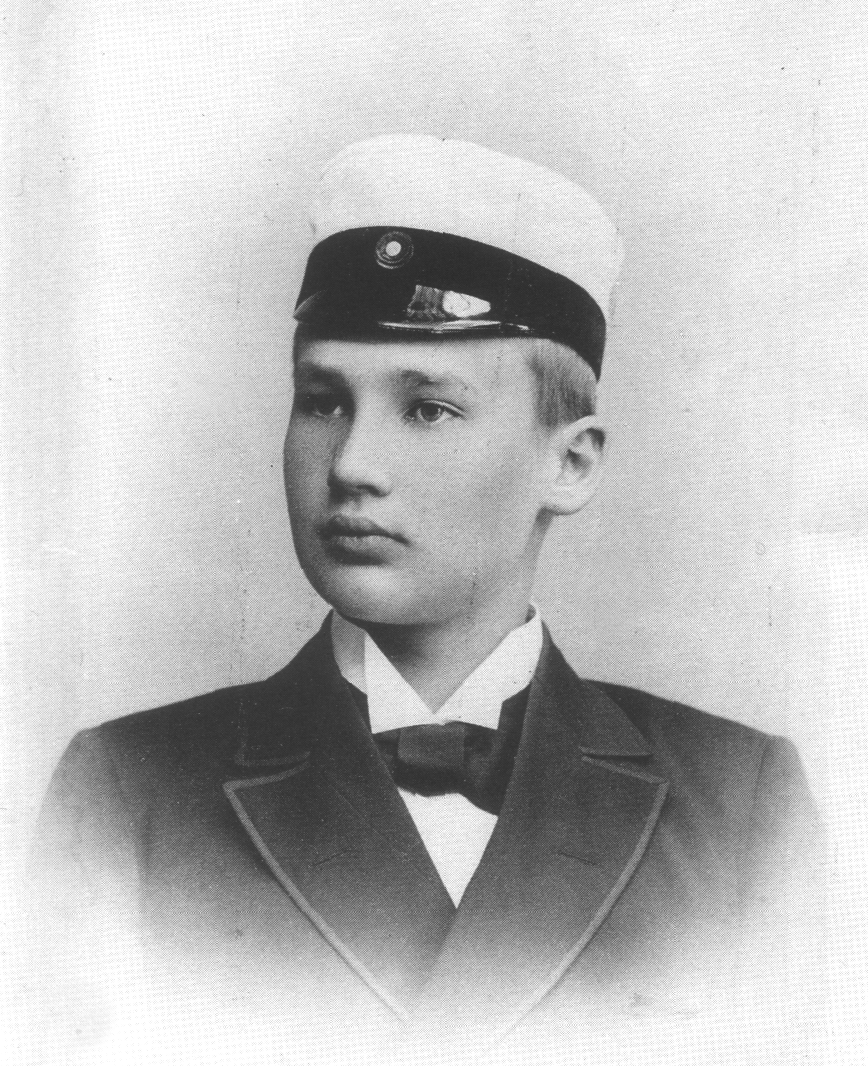
Ivar Kreuger i juni 1896 som student vid 16 års ålder.

Genom att läsa privat och hoppa över två årsklasser tog Ivar Kreuger studentexamen redan vid 16 års ålder.
Därefter utbildade han sig till civilingenjör på Kungliga tekniska högskolan med en kombinerad examen i maskinteknik och väg- och vattenbyggnad som han tog vid 20 års ålder.
Kreuger skulle sedan tillbringa sammanlagt sju år utomlands, med början i USA. Under kortare perioder beroende på tillgången på arbetstillfällen var han även verksam i Mexiko, Sydafrika, Storbritannien och Tyskland. I Sydafrika drev han restaurang tillsammans med en kollega han träffade i USA, Anders Jordahl, (som de dock sålde efter en kort tid). Kreuger gjorde också ett kort besök i Indien som dock inte resulterade i något arbete.
Han återvände flera gånger till USA där han tillbringade den mesta tiden och i huvudsak arbetade för ett flertal företag som utförde konstruktions- och beräkningsarbeten åt byggföretag, bland annat vid The Consolidated Engineering & Construction Co. och Purdy & Henderson i New York.
Han kom tidigt i kontakt med den då relativt nya byggmetoden med armerad betong enligt system Julius Kahn med bakomliggande patent som exploaterades av företaget Trussed Concrete Steel Co. där han dock aldrig var anställd.
Som anställd i konsultföretaget Purdy & Henderson under åren 1902–1903, som utförde konstruktions- och beräkningsarbeten åt bland annat byggföretaget Fuller Construction Co., deltog han i uppförandet av flera skyskrapor på Manhattan i New York, bland annat den spektakulära Flatiron Building (1902).
Med tiden utsågs han till chefsingenjör för flera projekt, däribland uppförandet av ett stadion och studentbostäder vid universitetet i Syracuse i delstaten New York. Åren utomlands och speciellt tiden i Amerika som byggnadsingenjör gav honom många viktiga erfarenheter. Han fick kunskap om nya byggmetoder som ännu inte hade kommit till Sverige och en insikt i hur amerikanskt storföretagande fungerade. Han hade även noggrant studerat hur handeln med värdepapper på börsen på Wall Street gick till.
Vid jultid 1907 återvände han till Sverige. Han hade då lyckats få representantskapet för Trussed Concrete Steels patentskyddade Kahn-byggsystem för den svenska och den tyska marknaden. Målsättningen var nu att lansera de nya byggmetoderna i Sverige och Tyskland.

### Byggföretaget Kreuger & Toll grundas

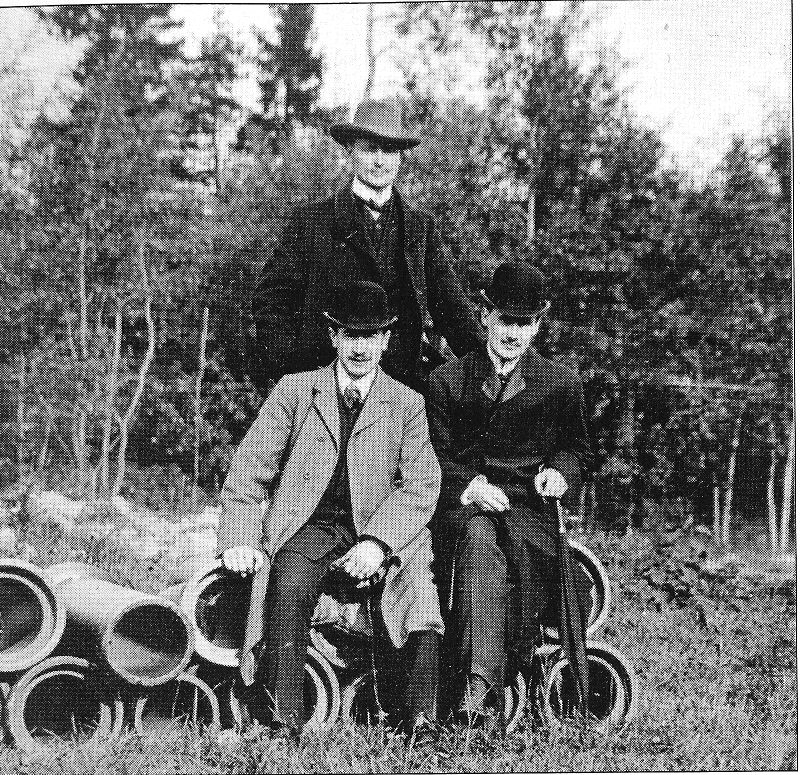
Trion som 1908 grundade Kreuger & Tolls byggverksamhet. Paul Toll (stående), sittande fr. vänster, Henrik Kreüger (Ivars kusin) och Ivar Kreuger. Bilden är från Råsundaviaduktens bygge i Solna 1908, ett av Kreuger & Tolls första uppdrag.

Väl hemkommen till Sverige var Kreugers avsikt från början att arbeta för det amerikanska företaget Trussed Concrete Steel Co. på den svenska marknaden tillsammans med sin kusin Henrik Kreüger som arbetade på KTH inom sektionen för väg- och vattenbyggnad, där han var specialist inom området byggnadsteknik med armerad betong. Samtidigt hade också Paul Toll på byggfirman Kasper Höglund, som tidigare hade anlitat Henrik Kreüger som konsult, vidtalats om att ingå i den nya firman.
Genom ett lån beviljat av Oscar Rydbeck på Härnösands Enskilda Bank lyckades de bli oberoende av det amerikanska företaget vad gällde rörelsekapital i ett inledande skede, och den 18 maj 1908 grundades byggföretaget Kreuger & Toll med byggsystem enligt J. Kahn som specialitet. Henrik Kreüger kom inte med som anställd i företaget utan skulle anlitas som konsulterande ingenjör för de mer avancerade beräkningarna.
För att påtala fördelarna med den nya byggtekniken, som till en början många i Sverige var skeptiska till, höll Ivar Kreuger flera föredrag hos olika byggorganisationer och skrev en stor illustrerad artikel i Teknisk Tidskrift 1908 med titeln "Erfarenheter från Nordamerika angående armerade betongkonstruktioner" som väckte stor uppmärksamhet i byggkretsar. Företagets första order var en bjälklagskonstruktion till Gullspångs Elektrokemiska AB och därefter en viadukt vid Råsunda i Solna. Orderingången steg snart kraftigt genom det stora intresse som hade väckts för de nya byggmetoderna, eftersom de avsevärt förkortade byggtiden och gav mer hållfasta byggkonstruktioner med mindre materialåtgång jämfört med konventionell byggteknik. Ivar Kreuger var också oerhört noga med att alla deras projekt till varje pris skulle genomföras inom utlovad tid, helst på kortare tid än vad som avtalats med beställarna, vilket kom att bli en viktig del av företagets marknadsimage på den starkt konkurrensutsatta byggmarknaden.
Byggsystemen med stålbalkar och armerad betong enligt Julius Kahns system upptogs inte i de byggnormer som gällde i Sverige runt 1908, och vid företagets inledande projekt fick man inte ritningsunderlagen godkända av myndigheterna. Man blev tvungen att anlita expertis från utlandet där byggsystemen var etablerade för att övertyga myndigheterna om att konstruktionerna uppfyllde de krav man kunde ställa.
Under samma tid som Kreuger & Toll drog i gång sin verksamhet i Sverige grundade Kreuger tillsammans med en arbetskollega från tiden i Amerika, norrmannen Anders Jordahl, företaget Deutsche Kahneisengesellschaft, för att exploatera Kahn-systemet i Tyskland. Bankdirektör Axel Hallin, gift med Ivars syster Helga, och Oscar Rydbeck gick in som delägare i det tyska företaget där Trussed Concrete Steel Co. tillhandahöll ett inledande rörelsekapital.
Företaget Kreuger & Toll ombildades 1911 till Aktiebolaget Kreuger & Toll med oförändrad verksamhetsbeskrivning. Företaget kom att medverka i flera större byggprojekt, inte minst i Stockholm där fastigheten Myrstedt & Stern (Myrstedts Matthörna) i korsningen Kungsgatan-Norrlandsgatan uppförd 1909, kom att bli ett genombrott för företaget. Andra uppmärksammade projekt blev Stockholms stadion, Nordiska Kompaniet (NK), Danvikshem och grundläggningen för Stockholms stadshus. Efter den komplicerade grundläggningen till Stockholms stadshus som krävde omfattande pålningsarbeten skrev Stadshusnämnden till Paul Toll; "Sedan mellan Stadshusnämnden och Eder uppgjort kontrakt av den 18 april 1912 nu är fullgjort 2 månader tidigare än kontraktet stadgar och då Edert arbete med den omfattande och delvis rätt svåra grundläggningen av nämndens kontrollant ingenjör H. Kreuger fått vitsordet att vara ett i allo omsorgsfullt och fackmässigt sätt utfört, så vill Stadshusnämnden härmed betyga Eder sitt erkännande för det sätt Ni fullgjort Edert åtagande".

### Nya affärsidéer
Ivar Kreugers intressen kom med tiden att utvidgas till att inte bara handla om byggverksamhet. Under de inledande åren i byggbranschen fick han den uppfattningen att många fastigheter i Stockholm var klart undervärderade och heller inte förvaltades på ett optimalt sätt, varför han började köpa fastigheter och tomtmark i de centrala delarna av Stockholm. Denna nya affärsidé hade också sin bakgrund i att han 1913 blev invald i styrelsen för Stockholms Intecknings Garanti AB (SIGAB), som medförde att han fick en direkt inblick i marknadsförhållandena och kunde göra en rad förmånliga förvärv av affärs- och bostadsfastigheter. Detta resulterade så småningom i grundandet av Fastighetsbolaget Hufvudstaden (1915) med en central styrning av fastighetsförvaltning, hyressättning och nybyggnation via det egna byggbolaget. Som en konsekvens av utvidgningen av Kreuger & Tolls verksamhetsområde, delades företaget senare upp i en byggverksamhet genom grundandet av Kreuger & Toll Byggnads AB, där Paul Toll gick in som huvudägare (60%) och verkställande direktör. AB Kreuger & Toll under ledning av Ivar Kreuger blev ett holdingbolag med en rad vitt skilda verksamheter. Delningen av bolaget skedde dock först efter att Kreuger hade grundat Svenska Tändsticks Aktiebolaget, 1917.

### Ivar Kreugers inträde i bankvärlden
Ivar Kreuger kom tidigt in i bankvärlden där Oscar Rydbeck blev en centralfigur under lång tid i Ivar Kreugers företagsbyggande. När Sveriges Privata Centralbank grundades i januari 1912 valdes han in i styrelsen genom en rekommendation av Oscar Rydbeck som i en dagboksanteckning skrev: "Dessutom hade jag föreslagit den unge, driftige ingenjören Ivar Kreuger att inväljas i styrelsen".

### Tändsticks- och finansimperium

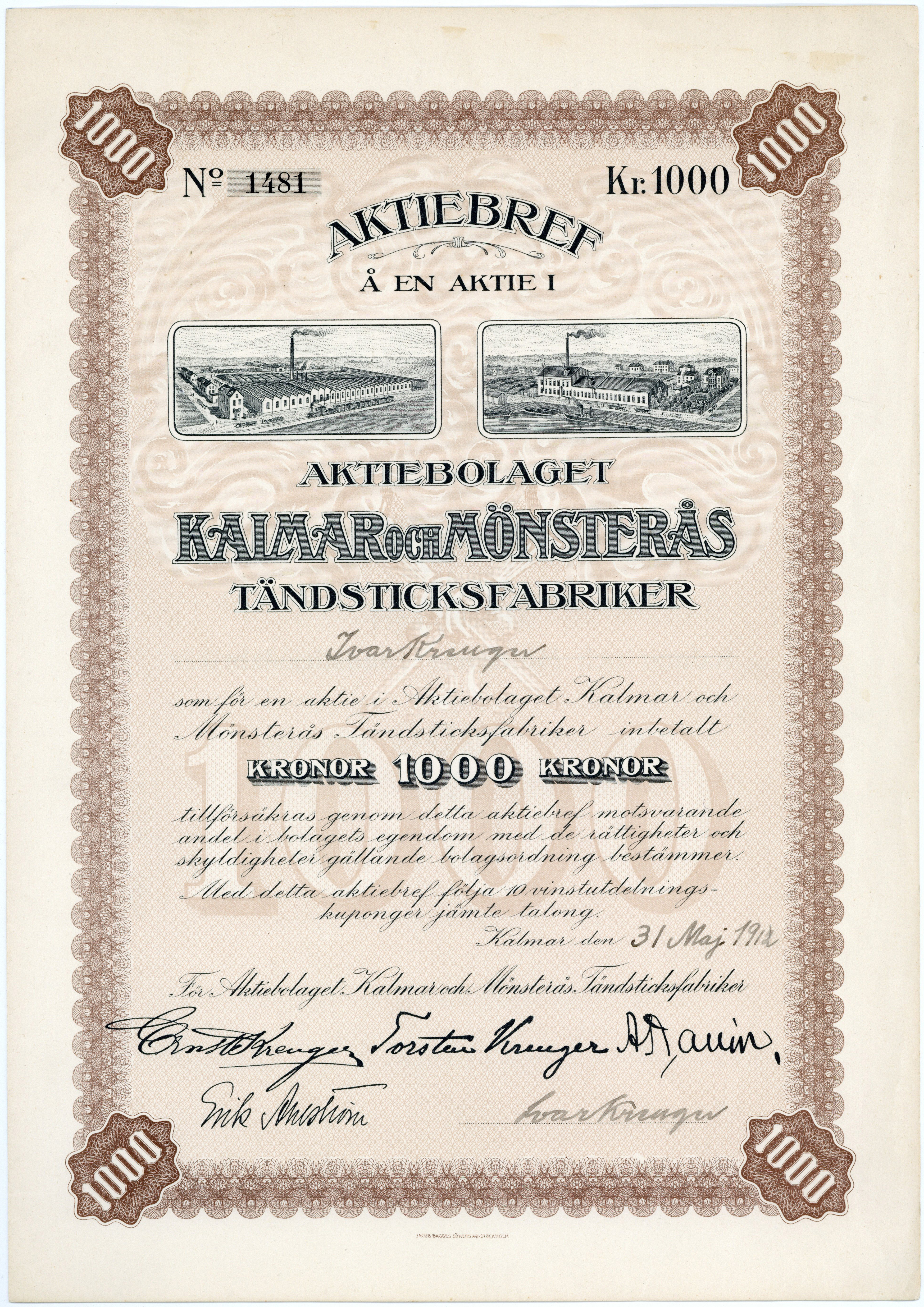
Aktiebolaget Kalmar och Mönsterås Tändsticksfabriker grundares aktie för 1000 kronor, utfärdad den 31 maj 1912, utfärdad av Ivar Kreuger till honom själv och undertecknad i originalet som styrelseledamot. År 1913 blev detta företag en del av AB Förenade Svenska Tändsticksfabriker med totalt 12 fabriker och Ivar Kreuger som verkställande direktör. År 1917 slogs det samman med Jönköping-Vulcan till Svenska Tändsticks AB (STAB).

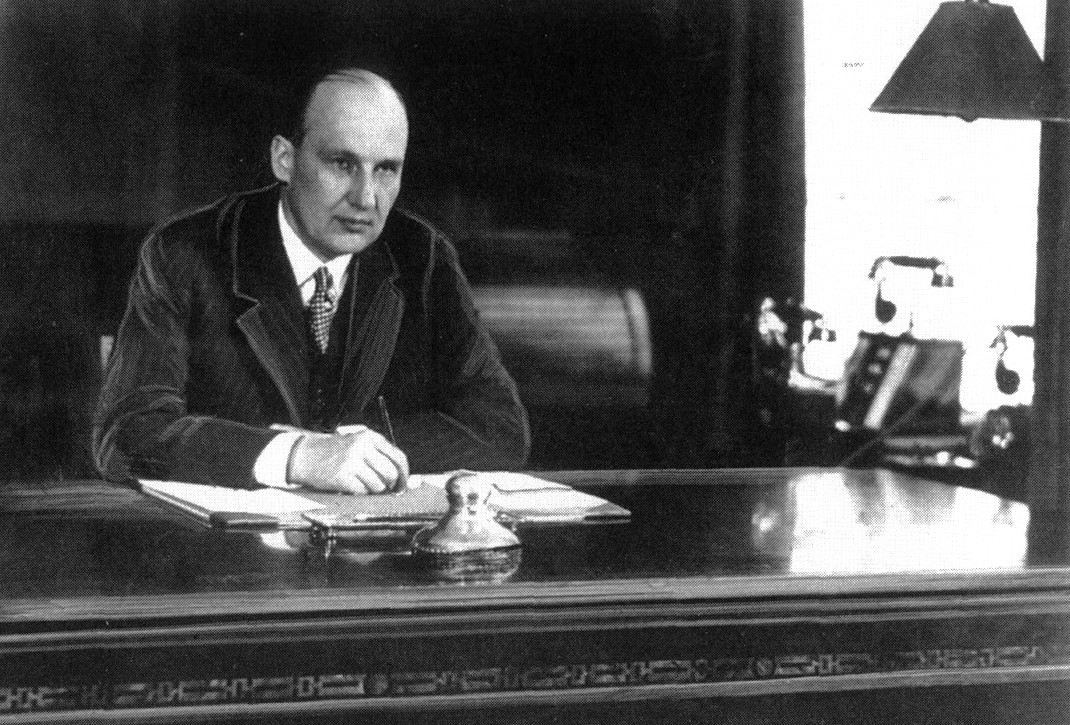
Ivar Kreuger omkring 1930 vid sitt skrivbord i Tändstickspalatset.

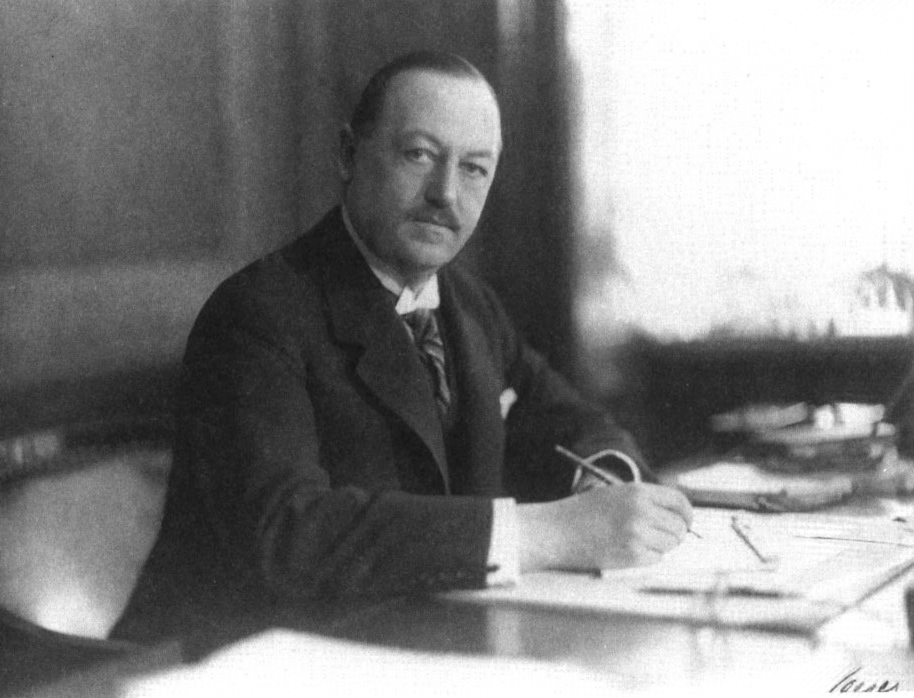
Bankiren Oscar Rydbeck var Ivar Kreugers främsta bankkontakt under Kreugers hela yrkeskarriär i Sverige från 1908–1932.

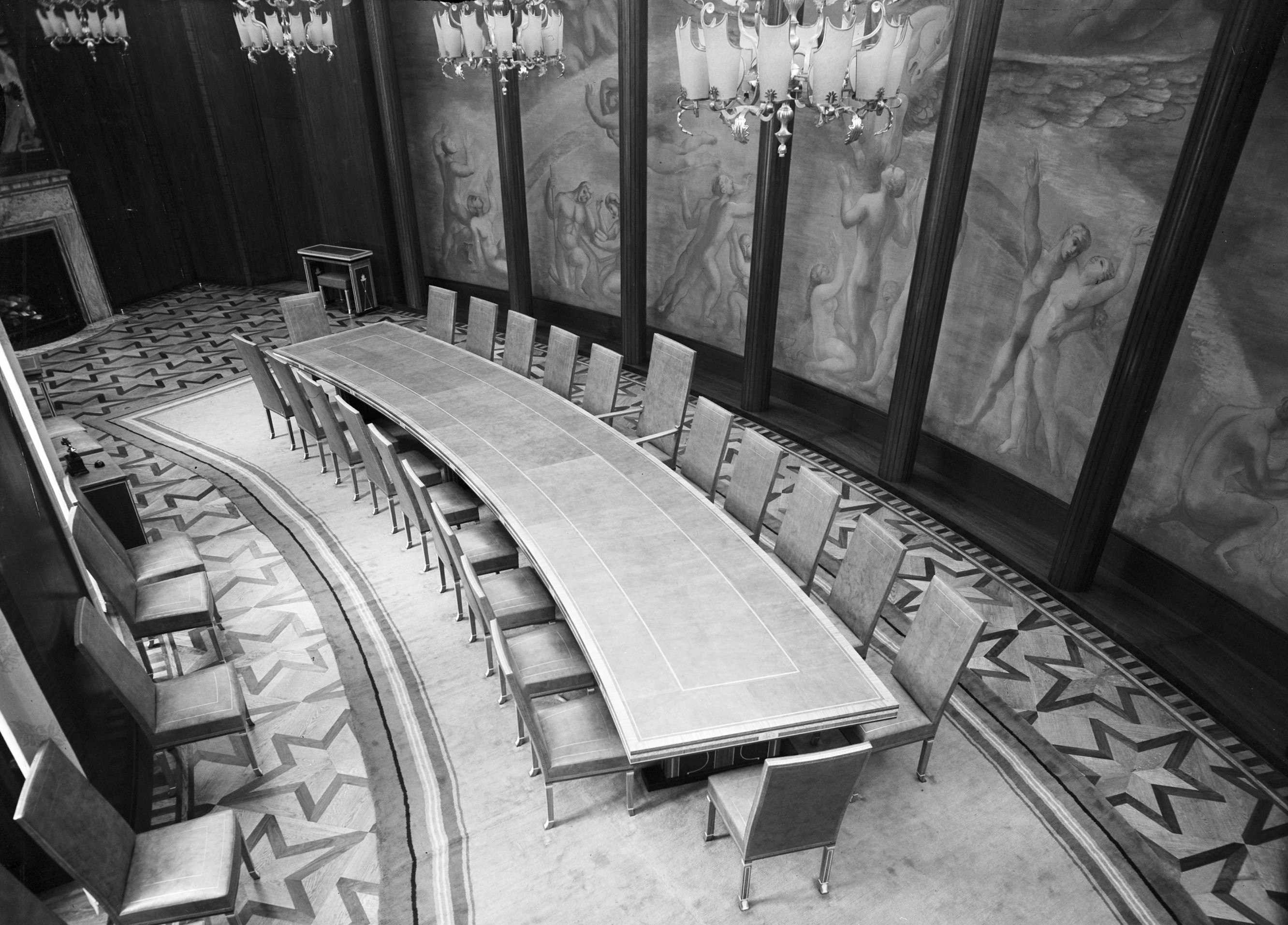
Den berömda böjda Sessionssalen i Tändstickspalatset och det svängda bordet med Kreugers något högre stol i mitten.

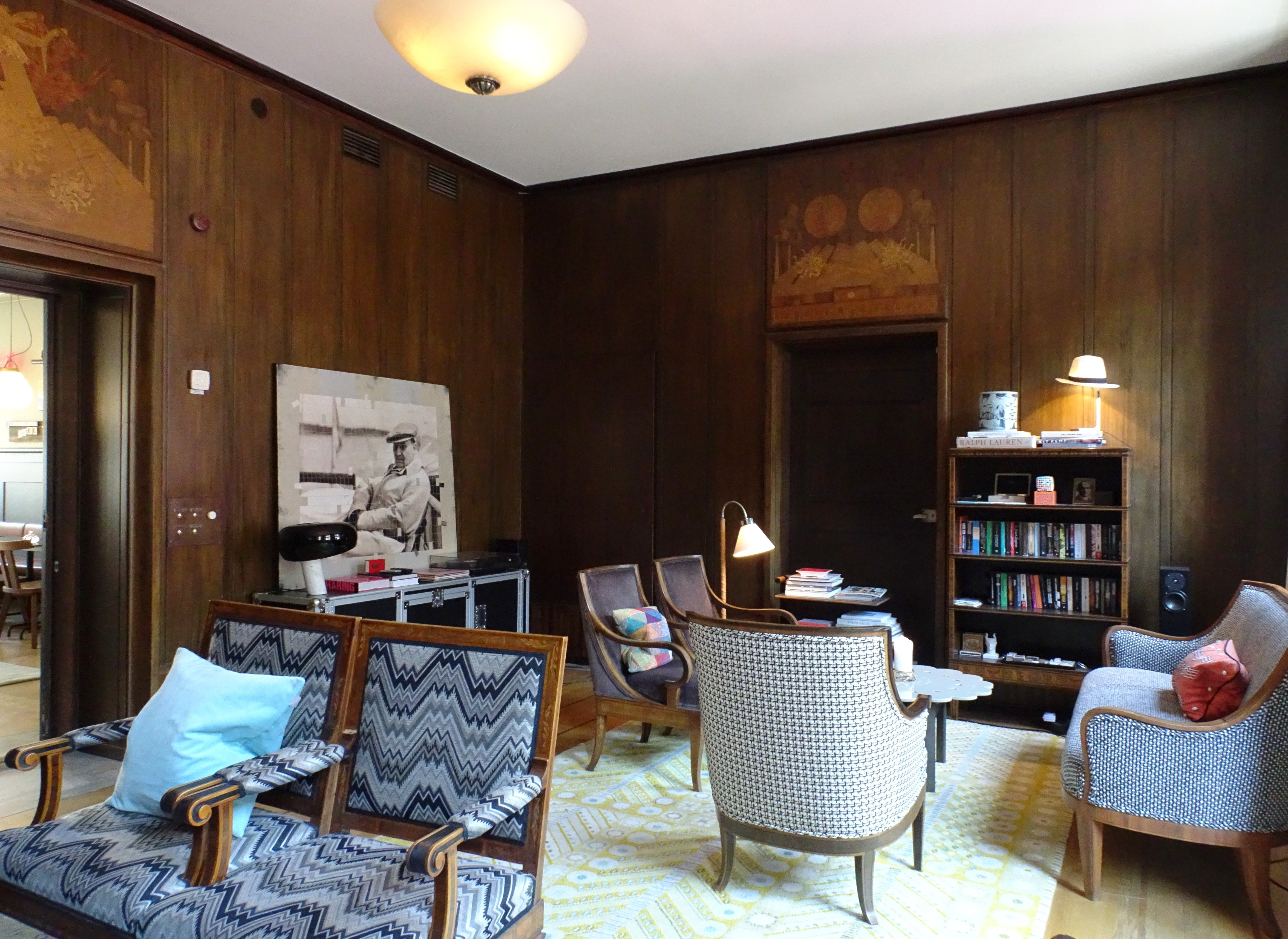
Kreugers tidigare kontorsrum i Tändstickspalatset, maj 2017.

När familjen Kreugers egna tändsticksfabriker, Kalmar Tändsticksfabrik och Mönsterås Tändsticksfabrik, under ledning av Ernst Kreuger och Fredrik Kreuger i början av 1912 fick finansiella svårigheter, liksom många andra företag i tändsticksbranschen vid den tiden, blev han rekommenderad av Oscar Rydbeck att ombilda dessa till ett aktiebolag för att få in mer kapital, varvid AB Kalmar och Mönsterås Tändsticksfabriker grundades i maj 1912. Huvuddelen av aktiekapitalet tecknades av hans far Ernst Kreuger och farbrodern Fredrik Kreuger. Ivar ingick i styrelsen och hans bror Torsten Kreuger utsågs till verkställande direktör. Detta blev startpunkten för en total omstrukturering, ledd av Ivar Kreuger, av den starkt splittrade svenska tändsticksindustrin. En sammanslagning av AB Kalmar-Mönsterås Tändsticksfabrik med en rad mindre tändsticksföretag i Sverige genomfördes i mars 1913, då AB Förenade Svenska Tändsticksfabriker grundades med Ivar Kreuger som verkställande direktör. Under 1914-1916 förvärvade han också företag som tillverkade de maskiner som användes i tändsticksfabrikerna (Siefvert & Fornander och grundade 1916 AB Elektrolytiska i Trollhättan för att täcka råvarubehovet av kaliumklorat. Ett tydligt resultat av de rationaliseringar han initierade var att produktionen av tändstickor för den nya företagsgruppen steg från 98 000 kistor år 1914 till 143 000 för år 1915 för att 1916 vara uppe i 180 000 kistor per år. Han förvärvade under denna tid också de största tändsticksföretagen i Norge (Bryn & Halden) och i Finland (Björneborgs, Wiborgs och Kekkola tändsticksfabrik).
Genom en sammanslagning av AB Förenade Svenska Tändsticksfabriker med det vid den tiden största tändsticksföretaget i Sverige, Jönköpings och Vulcans Tändsticksfabriks AB, som han redan i december 1912 med Berndt Hay som chef, hade uppvaktat men som då tackat nej, grundade Kreuger 1917, med stöd av Handelsbanken, Skandinaviska Kreditaktiebolaget och Emissionsbolaget det nya bolaget Svenska Tändsticks Aktiebolaget (STAB). Av bolagets samtliga aktier, 450 000 aktier, innehade Kreuger personligen 223 000 aktier och Kreuger & Toll AB, 60 000 aktier. Vid den tidpunkten sysselsatte den svenska tändsticksindustrin i tillverkningsledet cirka 9 000 personer. Företaget kom att omfatta hela den svenska tändsticksindustrin från råvara till färdig produkt. Ett företag i Finland, Cyrus Toll OY, som köpte in aspvirke för tändsticksindustrin från Finland och Ryssland och ombesörjde transporterna med egna fartyg och pråmar, förvärvades under 1919. Ivar Kreuger genomförde också mycket omfattande rationaliseringar i produktion, administration, inköpsfunktioner och utvidgade försäljningsorganisationen med egna säljbolag i många europeiska länder. En modern storkoncern inom tändsticksindustrin var därmed för första gången grundad i Sverige med en struktur enligt dagens industrikoncerner. Man kunde nu ta upp konkurrensen på allvar med de stora tillverkarna utanför Skandinavien. Denna omvandling skedde således på mindre än fem år, från 1912-1917 parallellt med en kraftig expansion av byggbolagets verksamhet, under ledning av Paul Toll, som med tiden kom att arbeta i de flesta länder runt Östersjön och en kort period även i Ryssland fram till 1916.
Kreugerkoncernens verksamhet kom därefter att under 1920-talet, parallellt med tändstickstillverkningen, att inriktas mot uppbyggnad av en kombinerad finans- och industrikoncern med Svenska Tändsticks Aktiebolaget som grund. Kapital anskaffades genom emission av aktier och så kallade participating debentures i STAB och holdingbolaget Kreuger & Toll AB. Med kapitalet förvärvades aktier i främst tändsticksföretag, svenska industriföretag och fastigheter, men också i en rad företag och fastigheter i Europa. 1923 grundade Kreuger tillsammans med företaget Lee Higginson & Co. med säte i New York, holdingbolaget IMCO (International Match Corporation) med en koncentration mot tändstickstillverkningen i USA och länder utanför Europa. Omkring 1925-1926 tillverkade Kreugers tändsticksföretag sammanlagt cirka 14 miljoner kistor per år med en ökande tillverkningsvolym för varje år.
Systemet med participating debentures innebar att man utgav skuldebrev med utdelningsmöjlighet. I debenturen kombineras obligationens relativt sett högre säkerhet med aktiens möjlighet till del av uppkommen vinst. Räntan på en participating debenture var till skillnad från räntan på en vanlig obligation skattefri och lockade både småsparare och stora investerare. Kreuger hade övertalat ett stort antal banker att sälja debentures till sina kunder vilket gjorde att debenturen snabbt spreds över världen och sågs som en mycket god investering. 1929 hade värdet av STAB:s participating debenture-papper stigit till över 800 procent över sitt nominella värde.
Under 1920-talets senare hälft började koncernen låna ut pengar till stater till en förmånlig ränta och med mycket långa amorteringstider, bland annat 75 miljoner dollar till Frankrike 1927 och 125 miljoner dollar till Tyskland 1929. Lånen var oftast förknippade med avtal om monopol på tillverkning och/eller distribution av tändstickor. De sammanlagda lånen från Kreugerkoncernen till olika stater uppgick nominellt till som högst 387 miljoner dollar. Pengarna hade i sin tur lånats upp genom debenturen, men också genom direkta egna lån framförallt i amerikanska banker. Konstruktionen med monopolavtal gjorde att Kreuger på kort tid blev marknadsdominerande på tändstickor i världen och kunde därmed också i allt högre grad börja styra prissättningen. Statslånen till länder i Europa bidrog starkt till att kapital från främst USA kom att svara för en stor del av uppbyggandet av Europa efter första världskriget, lån som till betydande del aldrig betalades tillbaka genom utbrottet av andra världskriget.
När tändstickskoncernen var som störst omfattade den 250 fabriker i 43 länder. Monopol eller monopolliknande förhållanden rådde på 25 av dessa marknader. Detta motsvarade omkring 75 procent av hela världens dåvarande tändsticksproduktion. AB Kreuger & Toll hade också aktiemajoritet i flera stora svenska industriföretag som LM Ericsson, SCA och Boliden.
När Kreuger på våren 1930 besökte USA blev han mottagen som en av världens ledande industri- och finansmän. Han höll ett uppmärksammat föredrag hos organisationen Industrial Club of Chicago den 15 maj 1930 med titeln The transfer problem and its importance to the United States, där han analyserade det världsekonomiska läget och bland annat betonade vikten av att kapital och varor måste kunna röra sig fritt över nationsgränserna. Han blev också inbjuden till USA:s president Herbert Hoover i Vita huset för en diskussion i ämnet. I juni blev han promoverad till hedersdoktor vid universitet i Syracuse med koppling till hans tid som ung chefsingenjör för byggnationer vid universitet 1907.
År 1925 blev Kreuger ledamot av Kungliga Ingenjörsvetenskapsakademien och var som sådan ledamot i avdelning 6, avdelningen för produktions- och fabrikstekniska vetenskaper.

### Svensk Filmindustri

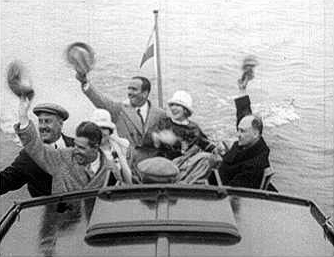
Mary Pickford, Douglas Fairbanks, Charles Magnusson, Ivar Kreuger med fler ombord på 1924.

Kreuger var även majoritetsägare i Svensk Filmindustri (SF) som grundades 1919. Hans intresse för filmbranschen hade initierats av den kontakt han fick med Charles Magnusson som fick inrätta en biograf (biografen Röda Kvarn) på Biblioteksgatan i en fastighet som ägdes av Kreuger. I egenskap av majoritetsägare i SF blev han ibland inbjuden att träffa dåtidens stora filmstjärnor. Ett av dessa tillfällen var när Mary Pickford och Douglas Fairbanks var inbjudna till Stockholm av SF vid midsommartid i juni 1924, då Ivar Kreuger stod för en visningstur i Stockholms skärgård med hans motoryacht Loris. Delar av detta besök finns förevigat av SF i en 6 minuters filmsekvens. På filmsekvensen från båtfärden, besöks först Charles Magnussons sommarställe på Skarpö norr om Vaxholm och i slutet av filmen hans egen ö Ängsholmen. I båten syns förutom gästerna från Amerika, Ivar Kreuger, Charles Magnusson och Greta Garbo samt några andra personer inom SF.

### Kreugers fall
En viss del av det stora aktieinnehavet användes som säkerhet för banklån. Börskraschen på Wall Street 1929 sammanföll med tillkännagivandet av AB Kreuger & Toll:s dittills största emission på den amerikanska marknaden som bland annat skulle gå till det stora lånet till Tyskland på 125 miljoner dollar. Ivar Kreuger fick nu allt svårare att uppbringa kapital till sin verksamhet, men lyckades ändå uppfylla sina åtaganden. Det hela ledde dock till en likviditetskris som kulminerade i oktober 1931 då Kreuger såg sig föranlåten att vända sig till Riksbanken. Kreugerkoncernens lån i olika banker i Sverige motsvarade vid den här tidpunkten mer än halva den dåvarande svenska valutareserven vilket pressade ner värdet på den svenska kronan på den internationella finansmarknaden. Det var bland annat den amerikanske bankiren J.P. Morgan (den yngre) med företaget J.P. Morgan & Co. som hade krävt in ett lån på 55 miljoner dollar eftersom värden i Kreugers aktiepapper ansågs ha sjunkit för mycket som var orsaken till krisen.
Företaget Ericsson anses också ha spelat en stor roll för Kreugers fall. Under 1930 hade han skaffat sig aktiemajoriteten i bolaget varefter han 1931 sålde aktierna till Ericssons huvudkonkurrent i USA, International Telephone and Telegraph (ITT), för 11 miljoner dollar. I februari 1932 kom ITT till den uppfattningen att Kreuger på ett bedrägligt sätt hade förskönat Ericssons ställning och krävde via svenska regeringen att köpet skulle återgå. Kreuger fick dock en tidsfrist för återköpet till den 1 september 1932.
Kreugerkoncernen hamnade på grund av dessa med flera andra samverkande faktorer i en svår ekonomisk kris som hade sin egentliga grund i det tidigare sammanbrottet på den amerikanska aktiemarknaden i oktober 1929. Kursen på Kreuger & Tolls participating debentures föll på New York-börsen från sin högsta notering i mars 1929 på över 46 dollar till 4,5 dollar i slutet av 1931. Den låga aktiekursen gjorde det omöjligt att emittera nya aktier och den utländska kapitaltillförseln upphörde. När de utländska bankerna på hösten 1931 började säga upp lånen till Kreuger & Toll blev bolagets likviditetskris akut och i början av 1932 blev Kreuger tvungen att genom stödköp av aktier i det egna företaget försöka motverka ytterligare baisse-spekulationer (blankning) på aktiemarknaderna.

### Slutet
Under februari 1932 vände sig Kreuger än en gång till Sveriges riksbank för att få kreditstöd, och statsminister C. G. Ekman fick en avgörande roll. Med Riksbanken som garant gick de största svenska affärsbankerna, med undantag av den Wallenbergkontrollerade Stockholms Enskilda Bank, med på att bevilja de begärda krediterna. Villkoret för den nya krediten var dock att en fullständig genomlysning av Kreuger & Tolls ekonomiska ställning kom till stånd. Riksbankens egen utredning hade visat att cirka 135 miljoner kronor saknades för att klara de betalningsanspråk som fanns på Kreugerkoncernen under 1932. Ivar Kreuger som vid den tidpunkten befann sig i USA blev hemkallad till Europa. Kreuger hade lämnat Sverige för sista gången den 29 november 1931 för att efter några veckors vistelse i Paris och London fortsätta sin resa till New York den 12 december med s/s Bremen från Cherbourg. Han återvände till Europa först i mars 1932 med båten Ile de France och vidare båttåg till Paris dit han anlände den 11 mars. Samma dag hade han en första överläggning i Paris med bland andra Krister Littorin, vice VD i Kreuger & Toll och Oscar Rydbeck. Några dagar senare var det bestämt att de skulle sammanträffa i Berlin med riksbankschefen Ivar Rooth.

### Ivar Kreugers död

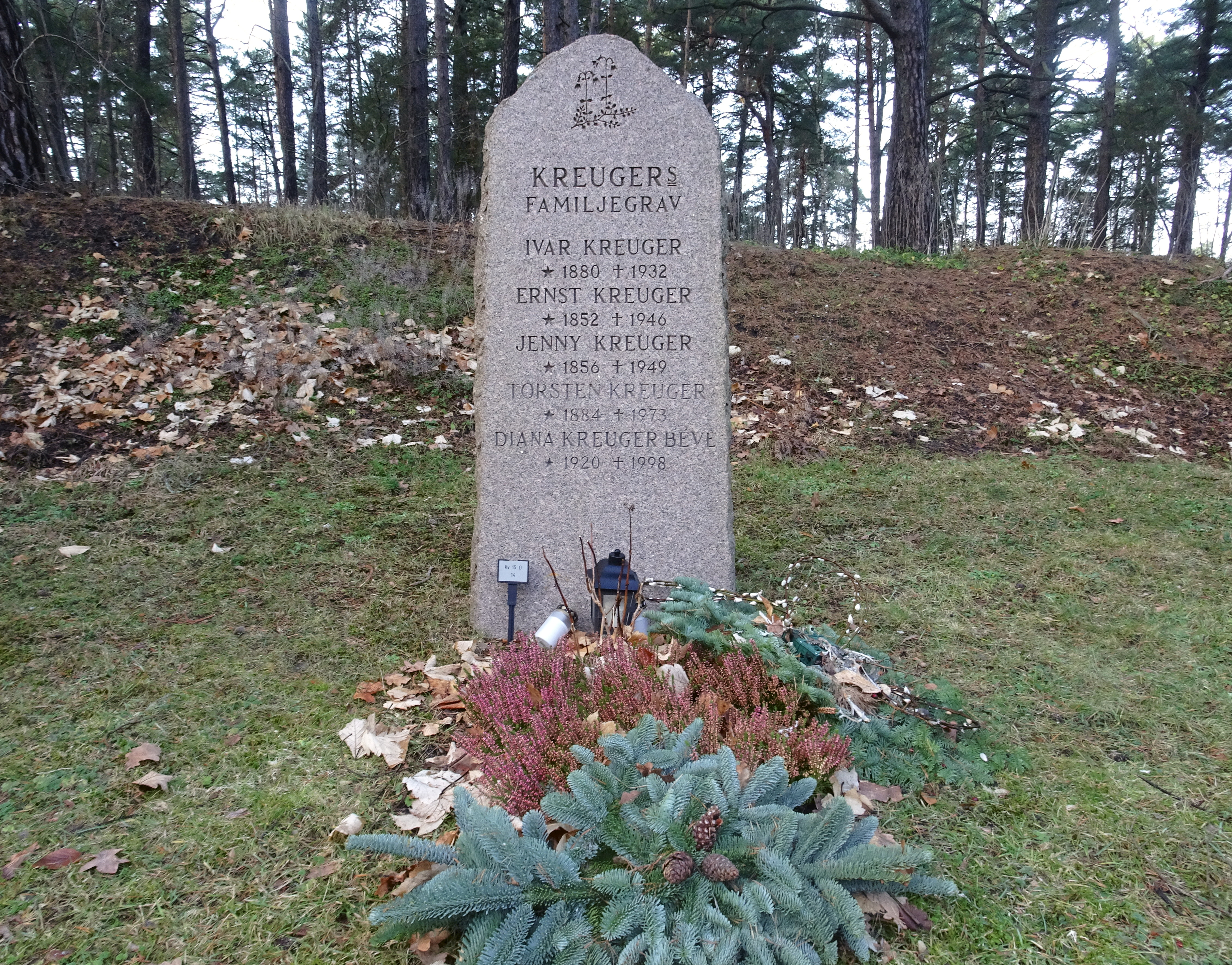
Kreugers familjegrav på Norra begravningsplatsen.

Ivar Kreuger hittades död den 12 mars 1932 i sin lägenhet på 5 Avenue Victor Emanuel III (i dag Avenue Franklin D. Roosevelt) i Paris. De personer som först kom in i lägenheten och kunde konstatera faktum var Karin Bökman (Kreugers sekreterare) och Krister Littorin, vice VD i Kreuger & Toll, som sedan tillkallade polisen. Omständigheterna kring hans död har inte blivit helt klarlagda, till största del beroende på bristerna i den franska polisens undersökning av lägenheten. Bredvid kroppen låg en 9 mm automatpistol av modell FN Browning. Polisen, tillsammans med en behörig läkare, drog slutsatsen att Kreuger hade begått självmord någon gång mellan klockan 10.45 och 12.10 den 12 mars, under den tidsrymd då Kreugers hushållerska, mademoiselle Barrault, var ute och handlade. På skrivbordet låg ett tjockt kuvert adresserat till Krister Littorin innehållande tre andra kuvert, adresserade till Littorin, Kreugers syster Britta och Sune Schéle. Brevet till Littorin, som var på engelska, hade följande lydelse:
| ”       | I have made such a mess of things that I believe this to be the most satisfactory solution for everybody concerned. Please, take care of these two letters also see that two letters which were sent a couple of days ago by Jordahl to me at 5, Avenue Victor Emanuel are returned to Jordahl. The letters were sent by Majestic - Goodbye now and thanks. | „ |
| – I K., | |   |

Svensk översättning: "Jag har rört till det så mycket nu att jag tror att det här blir den bästa lösningen för alla berörda parter. Vänligen ta hand om dessa två brev och ordna så att de två brev som skickades för ett par dagar sedan av Jordahl till mig på 5 Avenue Victor Emanuel returneras till Jordahl. Breven skickades med Majestic - Adjö och tack. I.K."

### Begravningsplats
Ivar Kreuger ligger begravd i familjegraven på Norra begravningsplatsen i Stockholm. Se artikeln om släkten Kreuger.

### Efterföljande forskning omkring oklarheter och dödsorsak
Spekulationer kring om Kreuger verkligen tog sitt liv har förekommit under flera decennier ända in på 2000-talet. Inga påtagliga bevis har dock framkommit som motsäger den officiella bilden att han begick självmord. Inga påtagliga bevis stödjer heller helt och fullt detta officiella antagande, och detta faktum tillsammans med en lång rad oklarheter omkring de finansiella händelserna (i denna allmänt turbulenta tid) och de följande företagsavvecklingarna med mera har föranlett omfattande forskning och offentlig debatt av ett antal skribenter under flera decennier, i princip inlett av den kände författaren Sven Stolpes granskningar av händelserna kring såväl Ivar Kreuger som brodern Torsten Kreugers juridiska problem året efter, 1933, vilket han såg som ett justitiemord, avhandlat i böckerna En svensk Dreyfus-affär (1951) och Ivar Kreuger mördad? (tillsammans med kriminalreportern Börje Heed; 1955).

## Kreugerkoncernen
1929-30 stod Kreuger på toppen av sin karriär och koncernen vid denna tidpunkt har beräknats till att omfatta mer än 200 olika företag. Koncernens huvudkontor från 1928 var förlagt till Tändstickspalatset på Västra Trädgårdsgatan i Stockholm som uppfördes av Kreuger & Toll Byggnads AB 1926-28.
Företaget Kreuger & Toll Byggnads AB under ledning av Paul Toll ingick inte i holdingbolaget Kreuger & Toll AB efter 1917. Ivar Kreuger innehade dock en mindre aktiepost i byggbolaget via fastighetsbolaget Hufvudstaden AB som beställde sina bygg- och renoveringsprojekt hos Kreuger & Toll Byggnads AB.
Ivar Kreugers utlåning till länder i Europa efter första världskriget med i huvudsak kapital från USA, med avsikten att skaffa sig kontroll över tändsticksindustrin genom monopol blev omfattande och har uppgetts till som högst sammanlagt 387 miljoner dollar (USD) vilket i 1998 års penningvärde skulle motsvara 35 miljarder dollar.

## Tändstickspalatset

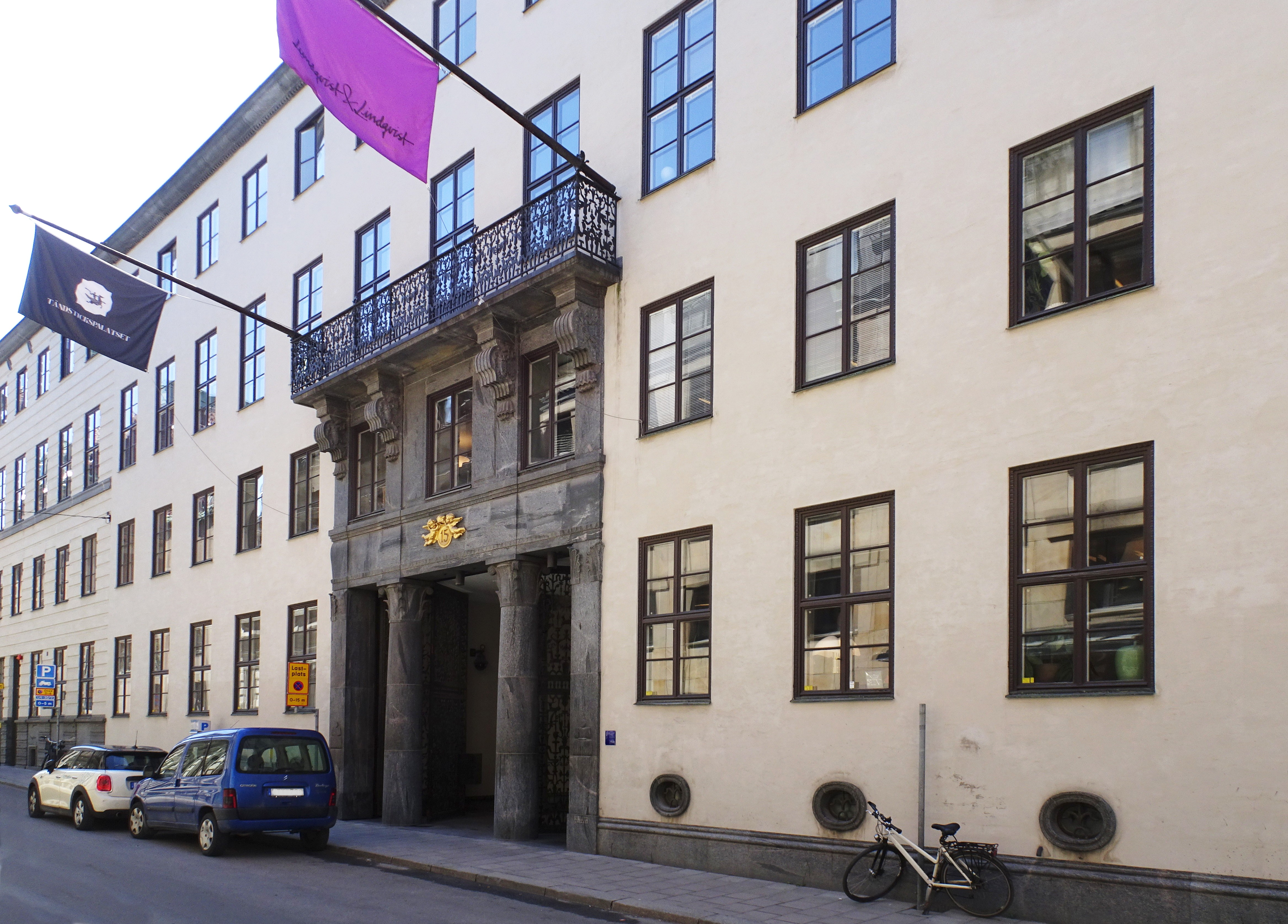
Tändstickspalatsets fasad, maj 2017.

Tändstickspalatset är en exklusiv kontorsbyggnad i kvarteret Spektern på Västra Trädgårdsgatan 15 i centrala Stockholm. Byggnaden beställdes 1926 av finansmannen Ivar Kreuger och ritades av arkitekt Ivar Tengbom. Huset stod färdigt i november 1928 och blev Kreugerkoncernens huvudkontor i bara fyra år innan Kreugerkraschen 1932 satte stopp för verksamheten. Byggnadens interiör gestaltades i svensk tjugotalsklassicism av en lång rad av Sveriges främsta formgivare, konstnärer och hantverkare, bland dem Isaac Grünewald, Carl Milles, Carl Malmsten, Simon Gate och Elsa Gullberg. Berömd för sin ovanliga formgivning blev den böjda Sessionssalen med ett likaså böjd styrelsebord, tillverkat av citronträ och smyckat med intarsia av elfenben.
Byggnaden ägdes fram till 1999 av Fastighetsaktiebolaget Västra Trädgårdsgatan 15, i sin tur ägd av Stora Enso, som 1988 förvärvade Svenska Tändsticks AB (nuvarande Swedish Match). Sedan år 2000 ägs fastigheten Spektern 8 av fastighetsbolaget Midroc Real Estate som hyr ut lokalerna. Idag har ett 60-tal företag sina kontor här. Stadsmuseet i Stockholm har blåklassat byggnaden och delar av den bevarade interiören vilket innebär att bebyggelsens kulturhistoriska värde får inte förvanskas och av stadsmuseet anses motsvara fordringarna för byggnadsminnen i Kulturmiljölagen.

## Kreugerkraschen
Ivar Kreugers död utlöste den så kallade Kreugerkraschen. Många företag och privatpersoner hade investerat stora delar av sitt kapital i Kreugers bolag som man under många år ansett vara utomordentligt säkra investeringar – tillgångar som gick förlorade när AB Kreuger & Toll samt IMCO (det amerikanska dotterföretaget till STAB) förklarades i konkurs. Kreugerimperiets fall kombinerat med den internationella lågkonjunkturen som hade inletts ett par år tidigare med Wall Street-kraschen i New York i USA den 29 oktober 1929, hade en förödande effekt på samhällsekonomin inte minst i Sverige och många mindre svenska banker försattes i konkurs.
Många av företagen i Kreugerkoncernen levde dock vidare och övertogs av de banker som hade fordringar på Kreuger. STAB rekonstruerades genom ett statligt lån som de kunde betala tillbaka inom ett par år. Kreuger & Toll Byggnads AB bytte namn till Toll Byggnads AB för att få bort den negativa klang som namnet Kreuger hade fått och fortsatte med sin byggnadsverksamhet med Paul Toll som verkställande direktör.
I Sverige har stora delar av de så kallade Wallenberg-, Handelsbank- och Stenbeck-sfärerna sitt ursprung i Kreugers företagsimperium.
Sammanlagt 2,1 miljarder kronor investerades under koncernens tillvaro.
Huvudrevisor var Anton Wendler vilken ska ha varit med och manipulerat siffrorna, han var också en av de första revisorerna i svensk historia som blev ställd inför rätta och därmed dömd till fängelse. Oscar Rydbeck blev också han dömd till fängelse i tio månader för sin delaktighet. Kreugerkraschen orsakade sedermera att 1944-års aktiebolagslag infördes för att motverka jäviga revisorer. 

## Privatpersonen

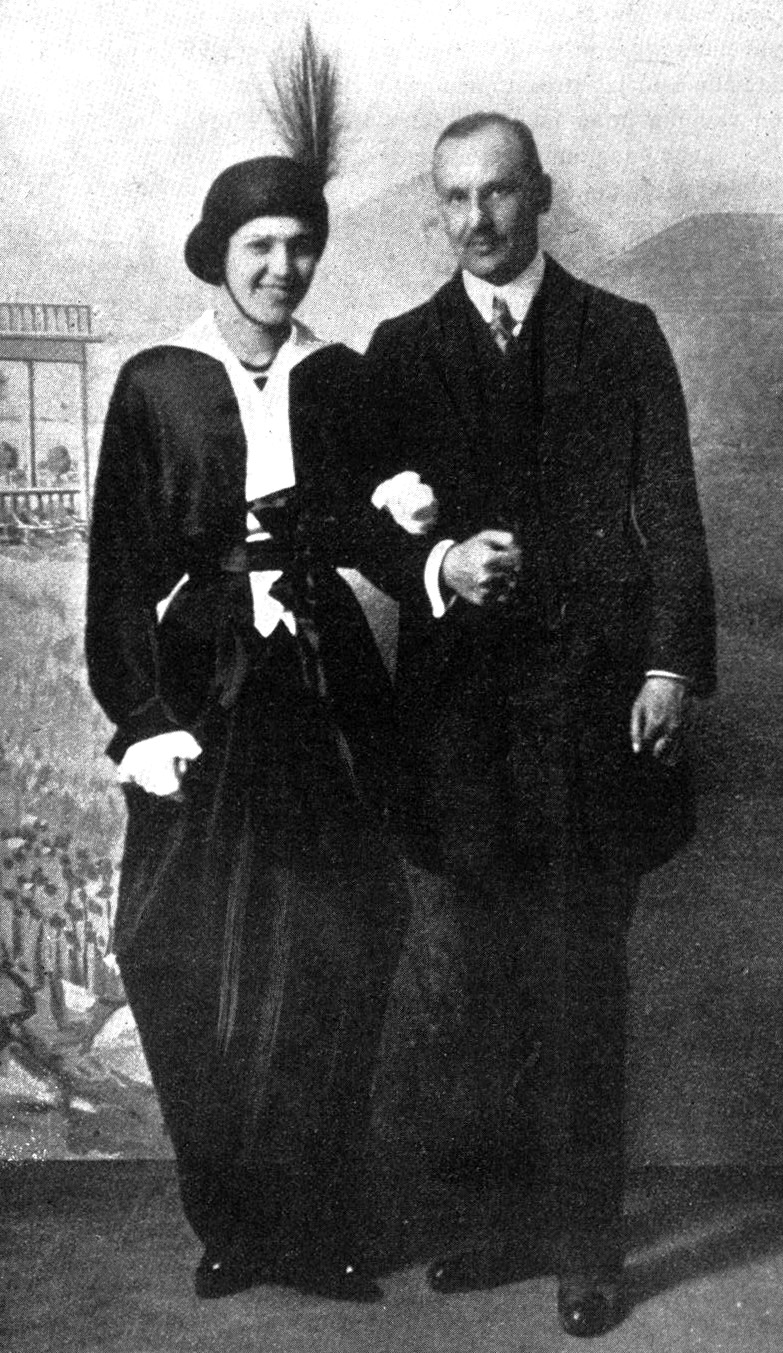
Ingeborg Eberth och Ivar Kreuger (?) vid ett besök på Baltiska utställningen i Malmö 1914.

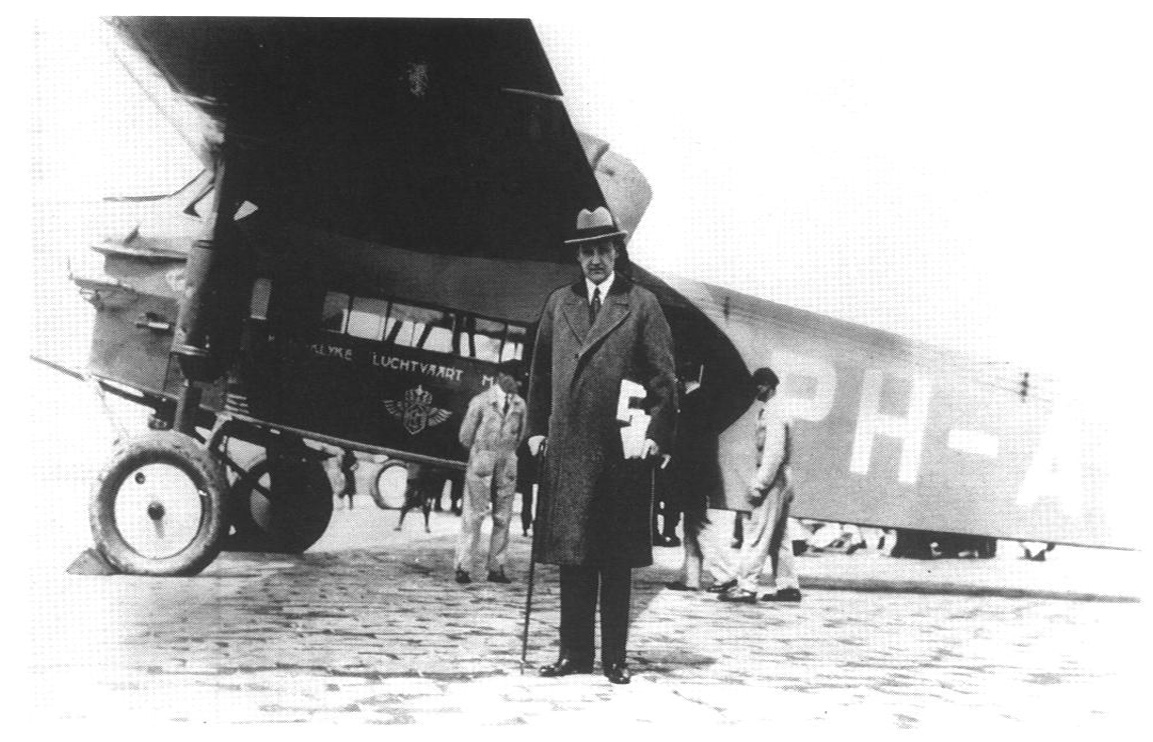
Ivar Kreuger inför en affärsresa i Europa med ett tidigt passagerarflygplan.

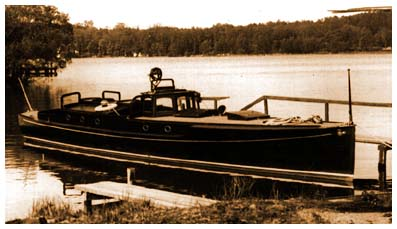
. Foto från 1932 i samband med att Kreugers dödsbos tillgångar auktionerades ut.

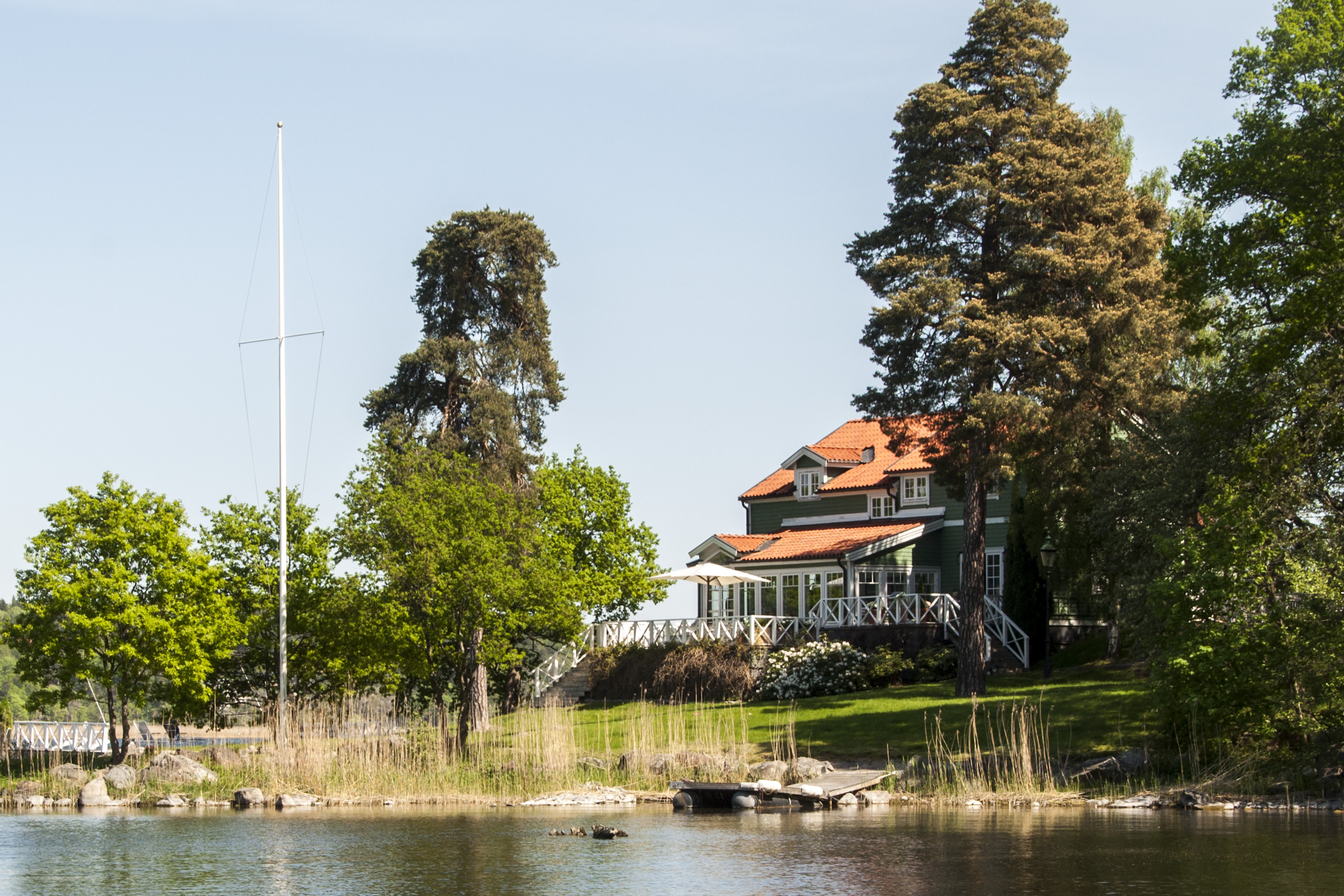
Kreugers sommarställe: Villa Ugglebo i Lilla Skuggan, Norra Djurgården.

Privat var Ivar Kreuger mycket tillbakadragen och höll sig långt borta från offentligheten. Han gav ytterst få intervjuer och undvek konsekvent alla pressfotografer. Hans ointresse för allmänt socialt umgänge, speciellt i offentliga sammanhang, är väl dokumenterat. Han föredrog att tillbringa sin fritid mellan de många arbetsmötena tillsammans med en mindre krets goda vänner som var väl insatta i koncernens verksamhet. Hans utomordentligt diskreta framtoning och stora generositet mot sin familj och närmaste vänner anser många var karaktärsdrag som var typiska för privatpersonen Ivar Kreuger.
Innan Kreuger hade grundat Svenska Tändsticksaktiebolaget och fått ordning på företagskoncernen, bodde han i en mindre våning i fastigheten på Strandvägen 7c. Han flyttade senare till Villagatan nr. 13 där han hade sin huvudsakliga bostad fram till sin bortgång, men han bodde också under långa perioder i sin våning i Paris. Han hade även lägenheter i Berlin, New York och Warszawa. Han hade åtminstone två fritidsbostäder; Villa Ugglebo på Lilla Skuggan, Norra Djurgården, som han hyrde av Hovförvaltningen från omkring 1919, som han mest använde för representation och ett fritidshus på Ängsholmen nordost om Vindö vid Kanholmsfjärden i Stockholms skärgård.
Ett av Ivar Kreugers mer kända privata specialintressen var specialbyggda motorbåtar, ett intresse som han delade med sin bror Torsten Kreuger, och ägde genom åren ett antal motorbåtar, bland andra salongsbåten Elsa (byggd 1906), expresskryssaren M/Y Loris (1913) och salongsjakten Tärnan (1925). Hans sista motorbåt var salongsracern Svalan, som byggdes på Lidingövarvet 1928, och är den av Kreugers båtar som blivit mest känd. Svalan var ett unikt specialbygge, av så kallad 1-stegs hydroplantyp med fartresurser på över 50 knop. Tidens anda med en snabb teknisk utveckling och Charles Lindbergs banbrytande ensamflygning över Atlanten 1927 med sitt flygplan Spirit of St. Louis, har angetts som en förklaring till Kreugers intresse för allt snabbare båtar. Svalan drevs av en marinkonverterad flygplansmotor. Hemmahamnen för hans båtar efter 1919, var vid Villa Ugglebo.
Han tog aldrig körkort för bil utan hade en privatchaufför som körde hans bilar. Han körde heller aldrig sina båtar själv utan hade en besättning som körde och skötte om båtarna. Han läste mycket, hade ett välförsett bibliotek i både Stockholm, Paris och New York och hade också ett visst intresse av att investera i konst. Han var också en flitig amatörfotograf, vilket framgår av Ingeborg Eberths bok om sin tid med Ivar Kreuger. Ivars och Ingeborgs favoritplats under sommaren när tid gavs var på deras egen skärgårdsö Ängsholmen, dit han också ofta bjöd den närmaste vänkretsen och de personer som tillhörde den inre kretsen av chefer i Kreugerkoncernen.
Ivar Kreuger var en av de första i Sverige som utnyttjade flyget för sina affärsresor inom Europa när mindre propellerdrivna plan som även kunde ta passagerare blev tillgängliga där man tidigare varit hänvisad till tidsödande tåg- och båtresor.

## Utmärkelser

### Svenska utmärkelser
- Konung Gustaf V:s jubileumsminnestecken med anledning av 70-årsdagen, 1928.[22]
- Kommendör av första klassen av Vasaorden, 10 december 1928.[22]
- Kommendör av andra klassen av Vasaorden, 6 juni 1923.[23]
- Riddare av första klassen av Vasaorden, 1918.[24]
- Kommendör av första klassen av Nordstjärneorden , 6 juni 1931.
- Riddare av Nordstjärneorden, 1921.[25]

### Utländska utmärkelser
- Storkorset av Rumänska kronorden, tidigast 1929 och senast 1930.[22][23]
- Storofficer av Franska Hederslegionen, tidigast 1929 och senast 1930.[22][23]
- Storofficer av Lettiska Tre Stjärnors orden, tidigast 1929 och senast 1930.[22][23]
- Andra klassen av Kinesiska Gyllene skördens orden, tidigast 1921 och senast 1925.[24][26]
- Riddare av första klassen av Finlands Vita Ros’ orden, tidigast 1918 och senast 1921.[24][27]
- Kommendör av första klassen av Finlands Vita Ros’ orden[23]

## Film, TV och teaterpjäser om Ivar Kreuger

### Film och TV
- The Match King, First National Pictures (1932), USA
- Sicherheit Zundholzen, 1932, Tyskland
- The Swedish Sfinx of Finance, Sinclair Lewis (ca 1932)
- Panik, svensk-internationell långfilm (1939), baserad på romaner av Gustaf Ericsson
- Citizen Kane, Orson Welles (1941), delvis inspirerad av Ivar Kreugers livsöde
- Kreuger, svindlare, dokumentär av Hans Villius och Olle Häger (ca 1970), SVT
- Ivar Kreuger, TV-serie av Lars Molin (1998), SVT
- 75 år sedan Ivar Kreuger hittades död, SvT1, Agenda, 11 mars 2007, Henric Borgström.
- Sanningen bakom Kreugerkraschen https://youtu.be/lVWfMaxXUpI

### Teater
- Krasch, Erik Lindorm (ca 1930)
- Ivar Kreugers svindlande affärer, Jan Bergquist och Hans Bendrik (1969), Stockholms stadsteater
- Mordet på Ivar Kreuger, Jan Gillberg (2006)